# Spodnja Avstrija
Spodnja Avstrija (nemško: Niederösterreich, češko: Dolní Rakousy; slovaško: Dolné Rakúsko; angleško: Lower Austria) je ena od devetih zveznih dežel na severovzhodu Avstriji. S površino 19.186 km² in okoli 1,7 milijona prebivalci (2022) je Spodnja Avstrija največja dežela v Avstriji, več prebivalcev od nje ima le še zvezna dežela Dunaj, ki ga Spodnja Avstrija ozemeljsko v celoti obkroža in je bil nekoč tudi glavno mesto te dežele, šele leta 1986 se je prestolnica Spodnje Avstrije preselila v Sankt Pölten. 
Spodnja Avstrija je del evropske regije Centropa.

## Geografija
Leži vzhodno od Gornje Avstrije. S 414 km (uradni podatki) ima država drugo najdaljšo zunanjo mejo vseh avstrijskih dežel. Meji s Češko (pretežno z južno Moravsko) na severu in severozahodu ter na vzhodu s Slovaško. Prav tako meji na štiri druge avstrijske dežele, Gornjo Avstrijo (nad reko Anižo/Enns) na zahodu, s katero jo povezuje tok Donave, Štajersko na jugu in Gradiščansko na jugovzhodu (meja je Leitha), obsega pa tudi okolico Dunaja, ki ga (kot mesto-deželo) v celoti obkroža.
Spodnja Avstrija je razdeljena na štiri regije, znane kot Viertel (četrtine):
|  | Severno od Donave: - zelena: (četrt nad Manhartsbergom) - rdeča: (četrt pod Manhartsbergom). Južno od Donave: - rumena: (četrt nad Dunajskim gozdom (Wienerwald)) - modra: (četrt pod Dunajskim gozdom ) |

- Weinviertel ali Terciarna nižina (pod Manhartsbergom)
- Waldviertel ali Češki plato (nad Manhartsbergom)
- Mostviertel (nad Dunajskim gozdom)
- Industrieviertel (pod Dunajskim gozdom).

Te regije imajo različno geografsko strukturo. Medtem ko v Mostviertlu prevladuje vznožje apneniških Alp z gorami do 2000 m nadmorske višine; prva gorska območja, ki jih lahko pripišemo Alpam, so Spodnjeavstrijske Prealpe, je večina Waldviertla granitna ali gnajsova planota Češkega masiva (bolj znani kot 'češki granit in gnejsko visokogorje'), ki se lahko razdeli na višavje Ottenschlager in Kamp-Kremser Hochland ter planoto Gföhler. Hriboviti Weinviertel leži na severovzhodu in se spušča na ravnice Marchfelda na vzhodu države ter se loči od Donave z Dunajsko kotlino na jugu, ki pa je ločena od Dunajskega gozda s črto termalnih vrelcev (Thermenlinie), ki poteka od severa proti jugu.
Dunajska kotlina, prelomno območje in prehodi v Panonsko nižino je vzhodni konec Alp, ki tvori mejo do Dunajskega gozda v presenetljivi toplotni črti, ki teče sever-jug. Tako imenovani Wiener Neustädter Bucht se nadaljuje onkraj Donave v Marchfeldu.

### Gore
| - Schneeberg (Klosterwappen; 2076 m) - Rax (Scheibwaldhöhe; 1943 m; najvišji vrh: Heukuppe; 2007 m – Štajerska) - Ötscher (1893 m) - Dürrenstein (1878 m) - Schneealpe (Ameisbühel; 1828 m; najvišji vrh: Windberg; 1903 m – Štajerska) - Hochkar (1808 m) - Gamsstein (1774 m) - Stumpfmauer (1770 m) - Göller (1766 m) - Hochwechsel (1743 m) - Gippel (1669 m) - Großer Sonnleitstein (1639 m) - Großer Zellerhut (1639 m) - Gemeindealpe (1626 m) - Drahtekogel (1565 m) - Sonnwendstein (1523 m) - Obersberg (1467 m) - Königsberg (1452 m) - Großer Sulzberg (1400 m) | - Reisalpe (1399 m) - Gahns (1380 m) - Tirolerkogel (1377 m) - Türnitzer Höger (1372 m) - Unterberg (1342 m) - Traisenberg (1230 m) - Dürre Wand (1222 m) - Hohenstein (1195 m) - Eisenstein (1185 m) - Hohe Wand (1132 m) - Großer Peilstein (1061 m) - Weinsberg (1041 m) - Hocheck (1036 m) - Nebelstein (1017 m) - Eibl (1007 m) - Hohe Mandling (967 m) - Jauerling (961 m) - Anninger (675 m) - Buschberg (491 m) |

### Alpska prelaza
Na meji s Štajersko je več pomembnih alpskih prelazov. Najpomembnejša sta prelaz Semmering (958 m nadmorske višine) in prelaz Wechsel (890 m nadmorske višine), do katerih dostopajo kakovostne ceste in železnice. Zellerrain (1121 m nadmorske višine) in prelaz Mendling (680 m nadmorske višine) sta prehodna na zveznih cestah in Feistritzsattel (1298 m nadmorske višine), najvišji prelaz v Spodnji Avstriji in Preiner Gscheid (1070 m nadmorske višine) na lokalnih cestah.
Cesta čez Mariazellerland, notranjo pokrajino alpskega prelaza s Štajerskim Seebergom (1246 m nadmorske višine) kot najvišjim gorskim prehodom, je zgodovinsko pomembna, vendar je ni mogoče obravnavati kot prelaz. Annaberg (976 m nadmorske višine) in Kernhofer Gscheid (970 m nadmorske višine) sta na spodnji avstrijski strani. Železnica Mariazell se konča sredi dobro razvitega mesta Mariazell.

### Reke
Skoraj vso Spodnjo Avstrijo odmaka Donava. Edina reka, ki se izliva v Severno morje (prek Vltave in Labe) je Lainsitz v severnem Waldviertlu.
Najpomembnejše reke severno od Donave (na levem bregu) so Ysper, Kamp, Krems, Lainsitz, March in Thaya. Južno od Donave (na desnem bregu) so Enns (Aniža; mejna reka z Zgornjo Avstrijo), Ybbs, Erlauf, Melk, Pielach, Traisen, Schwechat, Fischa, Schwarza, Triesting, Pitten in Leitha (mejna reka z Gradiščansko oz. nekdanjo Ogrsko).

### Jezera
- Ottenstein Reservoir (4,3 km²)
- Lunzer See (0,69 km²)
- Erlaufsee (0,56 km², of which about half lies in Lower Austria)
- Erlauf Reservoir
- Wienerwaldsee (0,32 km²)

### Jame
Spodnja Avstrija je bogata z naravnimi jamami. Skupno jih je v katastru 4082. Večina jam v Spodnji Avstriji se je oblikovala v apnenčastih in dolomitnih kamninah apneniških Alp in so zato tako imenovane kraške jame. Apnenčasti marmor v Srednjih Alpah in v Češkem masivu tudi omogoča nastajanje jam. Največje jame v Spodnji Avstriji so:
- Jamski sistem Ötscher (Ötscher): dolg 27.003 metrov; spajanje Taubenloch in Geldloch
- Pfannloch (Ötscher): dolga 5287 metrov
- Lechnerweidhöhle (Dürrenstein): 5252 metrov
- Suha luknja (Schwarzenbach an der Pielach): dolga 4510 metrov
- Hermannshöhle (Kirchberg am Wechsel): dolžina 4430 metrov
- Jama Eisenstein (Bad Fischau): dolga 2341 metrov

Poleg zadnjih dveh se kot turistične jame z vodenjem uporabljajo tudi Allander Tropfsteinhöhle, Einhornhöhle, Hochkarschacht, Nixhöhle in Ötschertropfsteinhöhle.

### Raba tal
| Tip rabe tal       | površina km² | Odstotek od celote |
| ------------------ | ------------ | ------------------ |
| kmetijske površine | 7000         | 42                 |
| gozd               | 6711         | 40                 |
| travniki           | 1750         | 11                 |
| gorski travniki    | 300          | 1,7                |
| vinogradi          | 315          | 1,9                |

## Zgodovina
Današnja zvezna država zato skoraj nima zgodovinskih tradicij, ki odstopajo od avstrijske zgodovine. Leta 1278 so bili Habsburžani na prizorišču odločilne bitke tu na oblasti, v letih 1918/19 pa je bil grad Eckartsau bivališče zadnjega cesarja Karla I. pred odhodom v izgnanstvo. Veliko je gradov. Samostan Klosterneuburg je ena najstarejših opatij v Avstriji.
V letih 1918/19 je morala Spodnja Avstrija izročiti manjša območja v bližini Gmünda in Feldsberga z gradom Lihtenštajn novi državi Češkoslovaški.
Od 10. novembra 1920, na dan, ko je začela veljati zvezna ustava, je imel Dunaj pravice zvezne države, ki je bila politično neodvisna od Spodnje Avstrije. O ločitvi lastninskih pravic so se odločili konec leta 1921 s tako imenovanim zakonom o ločitvi, ki je bil sprejet v Spodnji Avstriji (brez Dunaja) in na Dunaju. Hkrati so bili razpuščeni preostali skupni politični organi.
V nacistični dobi, imenovani Gau Niederdonau, so jeseni 1938 državi dodali severno Gradiščansko in južno Moravsko; hkrati je morala prenesti številne občine na nov Veliki Dunaj. Skoraj vse te spremembe so bile leta 1945 obrnjene. Za močno zmanjšano širitev Dunaja je bilo odločeno leta 1946, vendar zaradi sovjetskega ugovora ni mogel začeti veljati do leta 1954. Pred drugo svetovno vojno je  v Spodnji Avstriji živelo največ Judov v Avstriji.
Razvoj Spodnje Avstrije po drugi svetovni vojni je oviralo dejstvo, da je država spadala v sovjetsko okupirano območje Avstrije. Poleg tega je bila železna zavesa velika ovira do leta 1989.
Sankt Pölten je od leta 1986 glavno mesto Spodnje Avstrije. Spodnjeavstrijska deželna vlada in uprava sta se takrat preselili z Dunaja v Sankt Pölten. Nekdanja spodnjeavstrijska deželna hiša na Dunaju, ki se  imenuje Palais Niederösterreich, se nahaja na Herrengasse v prvem dunajskem okrožju.

## Administrativna delitev
Spodnja Avstrija je razdeljena na štiri regije: Waldviertel, Mostviertlu, Industrieviertel in Weinviertel. Dolina Wachau, ki leži med Melkom in Kremsom v regiji Mostviertel, slovi po svoji krajini, kulturi in vinu. Decembra 2000 je bila vpisana na Unescov seznam svetovne dediščine kot »kulturna krajina Wachau«, kot priznanje njene arhitekturne in kmetijske zgodovine.
Upravno je država razdeljena na 21 okrožij (Bezirke) in štiri neodvisna mesta (Statutarstädte). Ima 573 občin.
Neodvisna mesta (s posebnim statutom) so:
- St. Pölten
- Dunajsko Novo mesto
- Krems an der Donau
- Waidhofen an der Ybbs

Med večja spodnjeavstrijska mesta (z več kot 20.000 prebivalci) se uvrščajo tudi satelitski mesti Dunaja Klosterneuburg in Baden ter Amstetten, manjša, vendar znana so še Mödling, Tulln an der Donau, Korneuburg, Neunkirchen, Hollabrunn, Gänserndorf, Zwettl, Bruck an der Leitha, Melk, Sankt Andrä-Wördern, Laxenburg, Laa an der Thaya, Waid-hofen an der Thaya in  spodnjeavstrijski Gmünd na češki meji, pa tudi  Schwechat, Mistelbach, Horn, Scheibbs, Lilienfeld, Brunn am Gebirge, Dürnstein,  Reichenau an der Rax itd.

### Okrožja
- Amstetten
- Baden
- Bruck an der Leitha
- Gänserndorf
- Gmünd (Spodnja Avstrija)
- Hollabrunn
- Horn
- Korneuburg
- Krems-Land
- Lilienfeld
- Melk
- Mistelbach
- Mödling
- Neunkirchen
- Sankt Pölten-Land
- Scheibbs
- Tulln (an der Donau)
- Waidhofen an der Thaya
- Wiener Neustadt-Land
- Wien-Umgebung (upravni sedež Klosterneuburg)
- Zwettl

## Narava

### Rastlinstvo
V Spodnji Avstriji teče meja med dvema regijama flore, ki pripadata rastlinskemu kraljestvu Holarctic. Zahodni del države pripada tako kot skoraj vse v Avstriji v srednjeevropsko rastlinsko regijo, medtem ko so vinorodni okoliš, vzhodni rob regije Waldviertel, južna pobočja Wachaua, hribi med St. Pöltnom in kotlino Tulln, Dunajska kotlina, gore Hainburger in obrobna regija Leithagebirge vključene v panonsko rastlinsko regijo, ki je najbolj zahodni del južnosibirske-pontic-panonske rastlinske regije. Zunaj Spodnje Avstrije je v Avstriji edina druga taka Gradiščanska in del Dunaja. Ta regija se razteza od južne Sibirije prek Ukrajine, Transilvanije, Vojvodine in madžarske nižine do obrobja Alp. Iz navedenega razloga se rastlinstvo v vzhodnem delu države zelo razlikuje od zahodnega; na vzhodnem delu raste veliko vrst, ki so edinstvene v Avstriji in zato vredne zaščite.  Več vrst doseže v Spodnji Avstriji svojo zahodno mejo razširjenosti, kot je Crambe tataria (tátarsko morsko zelje) in Artemisia pancicii (vrsta pelina).
Spodnja Avstrija je tudi zaradi svojega deleža v dveh rastlinskih regijah najbogatejša dežela: 2369 polno statusnih rastlinskih vrst med 2498 znanimi taksoni. 96 vrst s polnim statusom in 110 Elementartaxa je le v Spodnji Avstriji. Nekatere vrste so endemične tudi za Spodnjo Avstrijo kot najbolj ogrožene Cochlearia macrorrhiza. 

### Zaščita okolja
V Spodnji Avstriji so bile uvedene različne ravni zaščite, da bi dobili regije, ki so posebej vredne zaščite v smislu kulture in narave, v svojem prvotnem stanju ali za renaturacijo.
Te stopnje zaščite so:
- zavarovana krajinska območja: dežela je zaščitila 29 območij ohranjanja krajine;
- nacionalni parki: z nacionalnima parkoma Donau-Auen in Thayatal je Spodnja Avstrija edina dežela, v kateri sta dva narodna parka. Narodni park Thayatal je neposredno nadaljevanje češkega Narodnega parka Podyjí;
- naravni parki: 23 naravnih parkov obsega približno 500 kvadratnih kilometrov kopnega;
- zavarovana območja: 133 kvadratnih kilometrov pokriva 68 naravnih rezervatov z redkimi rastlinskimi in živalskimi vrstami posebnega varstva.

## Kultura
Številni samostani in opatije so vedno delovali kot kulturni centri Spodnje Avstrije. Najbolj znani so samostan Melk (od leta 1089), samostan Klosterneuburg (od leta 1114; sedež vojvode pred Dunajem) in samostan Heiligenkreuz (od leta 1133). Poleg teh so še opatije Altenburg, Dürnstein, Geras, Göttweig, Herzogenburg, Lilienfelda, Seitenstetten in Zwettl.
Večina enkratnih aristokratskih gradov so zdaj znamenitosti, gledališča in koncertne dvorane, na primer: Schallaburg in Schloss Hof, pa gradovi Grafenegg, Thürntal, Wilfersdorf, Artstetten, Rosenau, Greillenstein, Eckartsau, Niederweiden, Laxenburg, Rohrau in Rosenburg am Kamp.
Pomembni muzeji Spodnje Avstrije so Landesmuseum, na novo zgrajen v St. Pöltnu, Sammlung Essl, Kunstmeile Krems s  Kunsthalle in na novo zgrajen Muzej karikatur, rimske izkopanine v Arheološkem parku Carnuntum, muzej Egona Schieleja v Tullnu, Kokoschka Haus v Pöchlarnu, Muzej prazgodovine in Heldenberg. Vsako drugo leto deželna vlada organizira veliko nacionalno razstavo.
Z veliko ambicijo dežela vodi na novo zgrajeno Festspielhaus v St. Pöltnu s programom vse leto. Predstave ponuja tudi Mestno gledališče v St. Pöltnu in Badnu. Poleg tega so poletni festivali Berndorf, Stockerau, Langenlois, Felsenbühne Staatz, Weißenkirchen in der Wachau in v Burg Liechtensteinu, pa še letni Donaufestival.